# 12e étape du Tour de France 2006
La 12e étape du Tour de France 2006 s'est courue le 14 juillet entre Luchon et Carcassonne sur une distance de 211,5 km. Elle a été remportée par Yaroslav Popovych

## Profil
Longue de 211 km, il s'agit d'une étape de transition après les deux étapes pyrénéennes. Un col et trois côtes y sont répertoriées :
1. Le col des Ares (2e catégorie) à 796 m d'altitude ;
2. La côte de Pujos (4e catégorie) à 520 m d'altitude ;
3. La côte de Pailhès (4e catégorie) à 445 m d'altitude ;
4. La côte de Pamiers (4e catégorie) à 407 m d'altitude.

Ainsi que 2 sprints de bonification :
1. Au kilomètre 76, à Caumont ;
2. Au kilomètre 162, à Mirepoix.

Le ravitaillement a lieu à Saint-Girons (86,5 km).

## Classement de l'étape
| \| 1. \| Yaroslav Popovych \| Ukraine \| en \| 4 h 34 min 58 s \| \| 2. \| Alessandro Ballan \| Italie \| + \| 27 s \| \| 3. \| Óscar Freire \| Espagne \| \| 28 s \| \| 4. \| Christophe Le Mével \| France \| \| 35 s \| \| 5. \| Tom Boonen \| Belgique \| \| 4 min 25 s \| \| 6. \| Robbie McEwen \| Australie \| \| m.t. \| \| 7. \| Francisco Ventoso \| Espagne \| \| m.t. \| \| 8. \| Erik Zabel \| Allemagne \| \| m.t. \| \| 9. \| Daniele Bennati \| Italie \| \| m.t. \| \| 10. \| Thor Hushovd \| Norvège \| \| m.t. \| |                     |           |    |                 |
| 1. | Yaroslav Popovych   | Ukraine   | en | 4 h 34 min 58 s |
| 2. | Alessandro Ballan   | Italie    | +  | 27 s            |
| 3. | Óscar Freire        | Espagne   |    | 28 s            |
| 4. | Christophe Le Mével | France    |    | 35 s            |
| 5. | Tom Boonen          | Belgique  |    | 4 min 25 s      |
| 6. | Robbie McEwen       | Australie |    | m.t.            |
| 7. | Francisco Ventoso   | Espagne   |    | m.t.            |
| 8. | Erik Zabel          | Allemagne |    | m.t.            |
| 9. | Daniele Bennati     | Italie    |    | m.t.            |
| 10. | Thor Hushovd        | Norvège   |    | m.t.            |

Prix de la combativité : Daniele Bennati  Italie

## Classement général
|     | Cycliste            | Pays       | Équipe |    | Temps            |
| --- | ------------------- | ---------- | ------ | -- | ---------------- |
| DSQ | Floyd Landis        | États-Unis |        | en | 53 h 57 min 30 s |
| 1.  | Cyril Dessel        | France     |        | +  | 53 h 57 min 38 s |
| 2.  | Denis Menchov       | Russie     |        |    | 1 min 1 s        |
| 3.  | Cadel Evans         | Australie  |        |    | 1 min 17 s       |
| 4.  | Carlos Sastre       | Espagne    |        |    | 1 min 52 s       |
| 5.  | Andreas Klöden      | Allemagne  |        |    | 2 min 29 s       |
| 6.  | Michael Rogers      | Australie  |        |    | 3 min 22 s       |
| 7.  | Juan Miguel Mercado | Espagne    |        |    | 3 min 33 s       |
| 8.  | Christophe Moreau   | France     |        |    | 3 min 44 s       |
| 9.  | Yaroslav Popovych   | Ukraine    |        |    | 4 min 15 s       |
| 10. | Markus Fothen       | Allemagne  |        |    | 4 min 17 s       |

## Classements annexes
| Classement     | Coureur                    | Total             |
| -------------- | -------------------------- | ----------------- |
| points         | Robbie McEwen Australie    | 232 pts           |
| montagne       | David de la Fuente Espagne | 80 pts            |
| équipe         | T-Mobile Allemagne         | 162 h 02 min 16 s |
| meilleur jeune | Markus Fothen Allemagne    | 54 h 01 min 47 s  |

## Sprint intermédiaires
1. Sprint intermédiaire de Caumont (76 km)
| Premier   | Daniele Bennati Italie     | 6 pts et 6 s |
| Second    | Giuseppe Guerini Italie    | 4 pts et 4 s |
| Troisième | George Hincapie États-Unis | 2 pts et 2 s |

2. Sprint intermédiaire de Mirepoix (162 km)
| Premier   | Óscar Freire Espagne       | 6 pts et 6 s |
| Second    | Alessandro Ballan Italie   | 4 pts et 4 s |
| Troisième | Christophe Le Mével France | 2 pts et 2 s |

## Ascensions
Col des Ares, Catégorie 2 (27 km)
| Premier   | Michael Rasmussen Danemark | 10 pts |
| Second    | George Hincapie États-Unis | 9 pts  |
| Troisième | Óscar Pereiro Espagne      | 8 pts  |
| Quatrième | Daniele Bennati Italie     | 7 pts  |
| Cinquième | Jens Voigt Allemagne       | 6 pts  |
| Sixième   | Giuseppe Guerini Italie    | 5 pts  |

Côte de Pujos, Catégorie 4 (47,5 km)
| Premier   | David Millar Royaume-Uni   | 3 pts |
| Second    | Michael Rasmussen Danemark | 2 pts |
| Troisième | Óscar Pereiro Espagne      | 1 pts |

Côte du Pâl de Pailhes, Catégorie 4 (126 km)
| Premier   | Christophe Le Mével France | 3 pts |
| Second    | Óscar Freire Espagne       | 2 pts |
| Troisième | Yaroslav Popovych Ukraine  | 1 pts |

Côte de Pamiers, Catégorie 4 (136 km)
| Premier   | Yaroslav Popovych Ukraine  | 3 pts |
| Second    | Christophe Le Mével France | 2 pts |
| Troisième | Alessandro Ballan Italie   | 1 pts |